# تكيفية النمط الظاهري
تكيفية النمط الظاهري (بالإنجليزية: Phenotypic plasticity)‏ هي قدرة الكائن الحي على تغيير نمطه الظاهري كاستجابة للتغييرات التي تحدث في بيئته. تكيفية النمط الظاهري تشمل كل أنواع التغيرات المحدثة بواسطة البيئة (مثل التغيرات الشكلية، الفيزيولوجية، السلوكية والفينولوجية) التي قد تكون دائمة أو زائلة خلال حياة الفرد. بدايةً كان يستعمل المصطلح لوصف التأثيرات النمائية على الخواص الشكلية، ولكن المصطلح الآن يستخدم بشكل أوسع للإشارة إلى جميع الاستجابات الظاهرية للتغيرات البيئية، مثل التأقلم.
بوجه عام، تكون تكيفية النمط الظاهري مهمة بالنسبة للكائنات الحية المتوقفة (كالنبات) أكثر مما تكون بالنسبة للكائنات المتحركة (مثل معظم الحيوانات)، إذ يمكن للكائنات الحية المتحركة أن ترحل عن البيئات غير المرغوب فيها. غير أنَّ بعض الكائنات الحية المتحركة لديها تكيفية نمط ظاهري عظيمة. على سبيل المثال، أرقة البازيلاء (بالإنجليزية: Acyrthosiphon pisum)‏ تظهر القدرة على التبديل بين التكاثر الجنسي واللاجنسي، وأيضاً تنمية أجنحة عبر الأجيال عندما تصبح النباتات مكتظة.